# جوک یانگ
جوک یانگ (انگلیسی: Jock Young; ۴ مارس ۱۹۴۲ – ۱۶ نوامبر ۲۰۱۳) جامعه‌شناس، متخصص جرم‌شناسی، و استاد دانشگاه اهل بریتانیا بود.